# بستاماق
بستاماق (به قزاقی: Bestamak) یک روستا در قزاقستان است که در استان آق‌تپه واقع شده‌است. بستاماق ۲۴۶ متر بالاتر از سطح دریا واقع شده‌است.